# Maria Ochocka

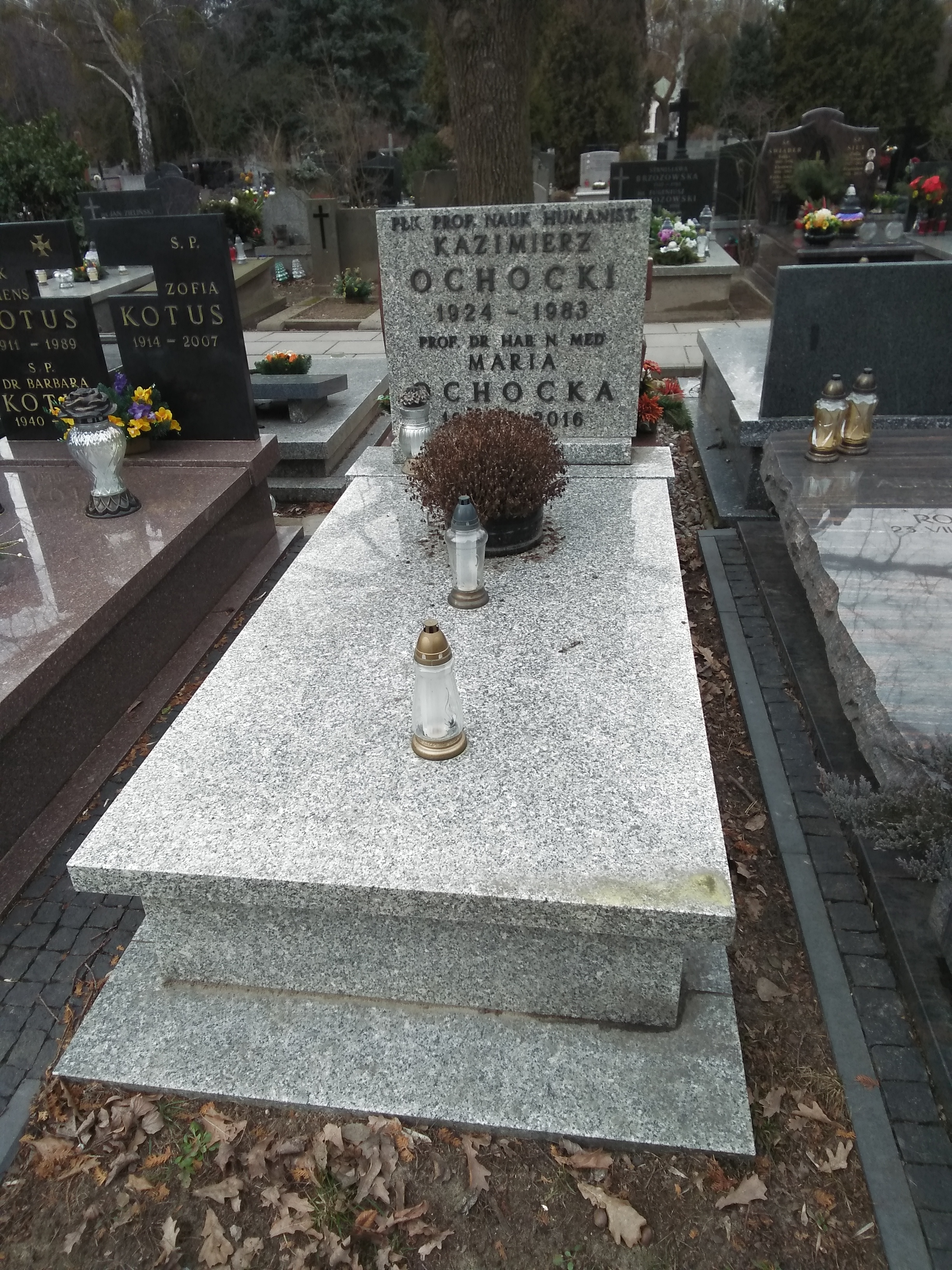
Grób Marii Ochockiej na Cmentarzu wojskowym na Powązkach

Maria Ochocka (zm. 12 grudnia 2016) – polska specjalistka hematologii dziecięcej, prof. dr hab.

## Życiorys
W 1952 ukończyła studia w Akademii Medycznej w Warszawie. W 1984  uzyskała tytuł profesora nauk medycznych. Została zatrudniona w I Katedrze Pediatrii na I Wydziale Lekarskim z Oddziałem Stomatologicznym Akademii Medycznej w Warszawie.
Była członkiem honorowym Polskiego Towarzystwa Onkologii i Hematologii Dziecięcej.